# Foho Aibesi
Der Foho Aibesi (kurz Aibesi) ist ein Berg in Osttimor mit einer Höhe von 455 m. Er liegt im äußersten Nordosten der Aldeia Lotan (Sucos Batugade). Westlich liegen die Berge Foho Lotan (419 m) und Taruik Fatuperkasa (296 m).